# Malia Jones
Malia Jones (Loma Linda, 1977) is een Amerikaans surfster, model en ondernemer.

## Leven en carrière
Malia Jones werd geboren in Loma Linda, Californië, als dochter van een Hawaïaans-Filipijns-Spaanse moeder en een vader met een Duits-Engelse afkomst en groeide op op Hawaï. Ze begon op jonge leeftijd met surfen en op haar vijftiende won ze het Amerikaanse kampioenschap voor amateurs. Na ontdekt te zijn door Surfing Magazine, werd ze een model en stond ze onder meer in People, Esquire en Sports Illustrated. Ze ontwerpt ook een zwemkledinglijn voor een kledingmerk.
Op haar tweeëntwintigste trouwde ze met Conan Hayes, later met Australisch professioneel surfer Luke Stedman en in 2012 met acteur Alex O'Loughlin.